# L'Ombra (Corriere dei Piccoli)
L'Ombra è un personaggio immaginario ideato da Ongaro e Pratt del 1964 e nato sul modello dell'Uomo mascherato, a cui assomiglia anche nel costume e, come questi, ha al suo fianco un animale, in questo caso una pantera nera; è un giustiziere mascherato.

## Storia editoriale
Il personaggio fu protagonista di tre storie pubblicate a puntate sul Corriere dei Piccoli dal n. 26 del 1964 che vennero poi ripubblicate in volume unico, Le avventure dell'ombra (Edizioni Ivaldi, 1982) e L'ombra (Lizard, 2010, ISBN 9788858621387) e in tre volumi separati dalle edizioni Lizard nel 2003.
I titoli delle storie sono:
- L'Ombra contro il generale
- L'Ombra contro l'ammiraglio
- L'Ombra contro il supremo